# Anomalon ashmeadi
Anomalon ashmeadi är en stekelart som beskrevs av Henry Keith Townes, Jr. 1966. Anomalon ashmeadi ingår i släktet Anomalon och familjen brokparasitsteklar. Inga underarter finns listade i Catalogue of Life.